# Richard Talbot (1er comte de Tyrconnell)
Pour les articles homonymes, voir Richard Talbot et Talbot (homonymie).
Richard Talbot (1630 – 14 août 1691), 1er comte puis duc de Tyrconnel (duc dans la pairie jacobite), est un gentilhomme irlandais. Il est brièvement Lord lieutenant d'Irlande (1687–1688) sous le règne de Jacques II Stuart.

## Biographie
Richard Talbot défendit Jacques II contre son gendre Guillaume, prince d'Orange, et reçut le roi à Dublin lorsqu'il eut été chassé d'Angleterre. Après la révolution de 1688, il tente de rendre l'Irlande indépendante, mais sans y réussir.

## Sources
- Marie-Nicolas Bouillet  et Alexis Chassang (dir.), « Richard Talbot (1er comte de Tyrconnell) » dans Dictionnaire universel d’histoire et de géographie, 1878 (lire sur Wikisource)